# جون ماكديرموت (مغني)
جون ماكديرموت هو مغني كندي، ولد في 25 مارس 1955.

## وصلات خارجية
- الموقع الرسمي
- جون ماكديرموت على موقع ميوزك برينز (الإنجليزية)
- جون ماكديرموت على موقع ديسكوغز (الإنجليزية)